# Lenguas italorromances
Las lenguas italorromances, italosicilianas o lenguas italianas centromeridionales comprenden el conjunto de lenguas y variedades lingüísticas romances al sur de la línea Massa-Senigallia. La principal lengua italorromance es el italiano estándar basado principalmente en las variantes toscanas. 
Ethnologue incorrectamente clasifica a estas lenguas junto con el dálmata y el istriano dentro de un grupo italodálmata, sin embargo no existen isoglosas o aspectos gramaticales que unan a estas lenguas. Por otro lado, el dálmata comparte isoglosas y rasgos gramaticales con las lenguas balcorrumanas por lo que estaría más estrechamente emparentado con estas lenguas y de hecho tradicionalmente se ha clasificado como más cercano al balcorrumano, y el istriano parece tener características más afines a las lenguas galoitálicas, especialmente con el véneto. Las lenguas italorromances según las características asociadas a la línea Massa-Senigallia pertenecen a las lenguas romances orientales, estando más cerca de las lenguas balcorromances. Otras clasificaciones como las de Ethnologue las incluyen en el romance occidental con el nombre de italo-occidental, agrupación debatida[cita requerida]. Otros autores en cambio clasifican estas lenguas como una rama independiente de las otras lenguas romances con caracteres intermediarios entre el romance occidental y el romance oriental, llamándolas "lenguas romances meridionales" que no debe confundirse con las lenguas romances insulares, rama a la que pertenece el sardo.

## Clasificación histórica
Antiguamente se ha empleado el término italorromance (para referirse a todas las lenguas romances de Italia), sin embargo este uso del término ha sido abandonado por muchos lingüistas ya que es conocido que las lenguas romances de Italia no constituyen una unidad filogenética válida dentro  las lenguas romances. También el término se empleaba para referirse a un grupo compuesto por las lenguas galoitálicas y las lenguas de este grupo, pero actualmente se considera que el galoitálico esta más emparentado con las lenguas galorromances y las demás lenguas romances occidentales que con las de este grupo.

## Clasificación
Las variedades italorromances están separadas del resto de variedades lingüísticas galoitálicas (las que se hablan en el Norte de Italia) por un número importante de isoglosas que definen la llamada línea de La Spezia-Rimini. Las variedades italorromances están situadas al sur de dicha línea y pueden clasificarse en 4 grupos principales:
- Grupo toscano
  - Toscano propio
  - Italiano
  - Corso
  - Gallurés
- Grupo romanesco o central
  - Romanesco
  - Lazial centro-meridional
  - Umbro
  - Sabino
  - Marchigiano central
  - Viterbés
- Grupo napolitano o meridional
  - Pugliés o apulo-barés
  - Abruzés
  - Campanino
  - Lazial meridional
  - Marchigiano meridional
  - Molisano
  - Lucano
  - Calabrés septentrional
- Grupo siciliano o meridional extremo
  - Siciliano estándar
  - Calabrés centro-meridional
  - Salentino

El toscano está separado del resto de las otras variedades por un haz de isoglosas que en conjunto definen la línea Roma-Ancona. El toscano es el único de estos grupos que está situado completamente al norte de esta línea, y el resto de variedades está al sur de la línea Roma-Ancona.
También algunos consideran al véneto como parte de este grupo; sin embargo, no comparte algunas isoglosas notables de las lenguas italorromances, como la conservación de /p, k, t/ intervocálicas (por ejemplo, en it. fuoco, ve. fogo, it. formica, ve. formiga, it. sapere, ve. saver), el uso estricto de plurales (-e -i), la palatalización de -ci, -ce como (tʃ), la conservación de las gemidas del latín, tiene reducción de oclusivas y el grupo -cl evoluciona a (tʃ) y no a (ki). Las lenguas italorromances, en cuanto a esta característica, estarían más emparentadas con las lenguas balcorromances.
Ethnologue sin evidencias sólidas en su favor introduce el grupo italo-dálmata que une a las lenguas italorromances con el dálmata y el istriano. Sin embargo dicho grupo no es filogenético porque el dálmata tiene evoluciones lingüísticas únicas e isoglosas que solo se comparten con el balcorrumano, pero no con otras lenguas romances, ya que carece de palatalización ante -ce, -ge, -ti, -te y presenta evolución de los grupos latinos /kt/, /ks/, /gn/ hacía /pt/, /ps/ y /mn/, retención de los grupos /bs/, /pt/, /ps/, /mn/, palatalización de los grupos -qui -que, reducción de -qua. El dálmata y el italorromance por sus características pueden ser agrupados en la rama oriental junto con el balcorrumano, pero con el dálmata estando más cercano al balcorrumano en el grupo de las lenguas balcorromances. Por otra parte el istriano presenta sonorización de las oclusivas sordas intervocálicas, palatalización de los grupos -ce, -ci como (s, z), falta de gemidas, palatalización del grupo -cl como (tʃ) al igual que el galoitálico. El istriano parece ser una lengua galoitálica emparentada con el véneto y por tanto por sus características pertenece a la rama occidental. Además la clasificación del grupo italo-dálmata excluye al corso y al dialecto lucano meridional y los agrupa junto con el sardo en el grupo de las lenguas romances insulares, agrupación tampoco válida.
Tampoco está bien claro que el italorromance pueda clasificarse dentro del romance oriental ya que comparte más vocabulario, gramática y algunas soluciones fonéticas con las lenguas romances occidentales, por lo que a menudo se agrupan con el romance occidental, aunque debido a ello se puede considerar al italorromance como la transición entre el romance occidental y el romance oriental tradicional (dálmata + balcorrumano).

## Galería
| Variadades de la lengua toscana | Variedades centrales de las lenguas italianas | Variedades meridionales de las lenguas italianas | Variedades meridionales extremas de las lenguas italianas |
| Variedades toscanas             | Variedades centrales                          | Variedades meridionales                          | Variedades meridionales extremas                          |

## Ejemplos de isoglosas
La mayor parte de isoglosas asociadas a la línea La Spezia-Rímini son naturalmente isoglosas fonéticas. El siguiente cuadro presenta algunas de las características típicas que diferencian las variedades romances al norte y al sur de dicha línea:
| LATÍN                  | LATÍN            | CLAVE(M) | VECLUS     | CAPILLU(M) | IOCARE  | CATENA(M) | VACCA | PAX   | UNUM | NŎCTE(M) | LĂCTE(M)      | FĂCTU(M) | CĂNE(M) | HŎMINE(M) |
| ---------------------- | ---------------- | -------- | ---------- | ---------- | ------- | --------- | ----- | ----- | ---- | -------- | ------------- | -------- | ------- | --------- |
| Italorromance          | Italiano         | kiave    | vekkjo     | kapello    | dʒokare | katena    | vakka | patʃe | uno  | nɔtte    | latte         | fatto    | kane    | wɔmo      |
| Italorromance          | Romanesco        | kiave    | vekkjo     | kapello    | dʒoka   | katena    | vakka | patʃe | uno  | nɔtte    | latte         | fatto    | kane    | ɔmo       |
| Italorromance          | Napolitano       | kiavə    | viekkjə    | kapellə    | juka    | katena    | vakka | patʃə | unə  | nottə    | lattə         | fattə    | kanə    | ɔmmə      |
| Italorromance          | Siciliano        | kiavi    | vekkju     | kapiddu    | jukari  | katina    | vakka | paʃi  | unu  | nɔtti    | latti         | fattu    | kani    | ɔmu       |
| Línea La Spezia-Rímini |                  |          |            |            |         |           |       |       |      |          |               |          |         |           |
| Galoitálico            | Lombardo         | tʃav     | vetʃ / veʒ | kavɛl      | dʒuga   | kadɛna    | vaka  | pas   | yn   | nɔʧ      | laʧ           | faʧ      | ka      | ɔm        |
| Galoitálico            | Ligur            | tʃavæ    | veʒiu      | kavelu     | dʒuga   | kadɛna    | vaka  | paze  | yn   | nøtʃe    | lajt / lœt(e) | fajt     | kan     | omu       |
| Galoitálico            | Piemontés        | tʃav     | vetʃ / vej | kavɛl      | dʒuge   | kadɛna    | vaka  | pas   | yn   | nøit     | lajt          | fajt     | kan     | ɔm        |
| Galoitálico            | Emiliano-romañol | tʃæv     | vetʃ       | kævɛl      | zuger   | kadɛna    | vaka  | pæs   | on   | nɔt      | lat           | fat      | kan     | ɔm        |
| Galoitálico            | Véneto           | tʃave    | vetʃo      | kavelo     | zugar   | kadɛna    | vaka  | paze  | un   | note     | late          | fato     | kan     | ɔmo       |
| Galoitálico            | Istriano         | tʃave    | vietʃo     | kavelo     | zuga    | kadena    | vaka  | pas   | un   | nwɔto    | lato          | fato     | kan     | ɔmo       |

### Isoglosas de las lenguas italorromances
- Uso de los plurales (e, i).
- Palatalización de los grupos latinos (ci, ce) como (tʃ) y (ti, te) como (ts). Un rasgo compartido con las lenguas balcorrumanas y dálmata. Una excepción es que en el dálmata no se dio palatalización ante -ce y -t reteniendo el sonido original -k y -t.
- Se conservan las consonantes gemidas del latín y también hubo desarrollos adicionales de gemidas. Una característica compartida con el balcorrumano y el dálmata.
- Los grupos latinos iniciales -FL- y -PL- evolucionan a fi y pi. Una característica compartida con las lenguas galoitálicas.
- Conservación de las vocales latinas finales y las intertónicas.
- Los grupos latinos (ks, bs, ps) sufren una reducción a -s.
- No tienen palabras acabadas en consonantes, pues todas terminan en vocales. Esta es la característica principal.
- Pérdida de las (s) finales latinas, una característica también compartida con el dálmata y las lenguas balcorrumanas.
- Pérdida de la i de los diptongos finales latinos.
- El grupo latino -CL- evoluciona a (ki) y la oclusiva se mantiene incluso dentro de las palabras una característica también compartida con las lenguas balcorrumanas y ausente en las lenguas romances occidentales ya que -CL- dentro las palabras se perdió en el romance occidental.
- Las lenguas italorromances (exceptuando al italiano) junto con el dálmata y algunas lenguas balcorrumanas como el arrumano tienen una evolución secundaria de las palabras comenzadas con -ge a -de.
- Las lenguas italorromances junto con las lenguas balcorrumanas y el dálmata conservan en mayor medida las oclusivas sordas intervocálicas latinas /p, k t/ en comparación con las lenguas galo-ibéricas y el sardo (romance occidental) que sonorizan o pierden, desde este punto de vista las lenguas italorromances forman parte de las lenguas romances orientales a pesar de que Ethnologue las clasifique junto con las occidentales.

El dialecto castelmezzano del napolitano situado en el sur del área italorromance proporciona evidencia de que el desarrollo de las vocales típico del dálmata y el balcorrumano así como su evolución de los grupos latinos /kt/, /ks/, /gn/ hacía /pt/, /ps/ y /mn/ también estuvieron presentes en las lenguas italorromances y que tras procesos fonológicos posteriores estas evoluciones se alteraron en casi todas las variedades.

## Comparación léxica
Los numerales en diferentes variedades italorromances son:
| GLOSA | Italiano  | Romanesco | Napolitano  | Siciliano |
| ----- | --------- | --------- | ----------- | --------- |
| '1'   | uno / una | uno / una | uno / una   | unu / una |
| '2'   | due       | due       | ɾujə / ɾojə | dui       |
| '3'   | tre       | tre       | trə         | tri       |
| '4'   | kwatɾo    | kwatɾo    | kwatːə      | kwaʈːɽu   |
| '5'   | ʧiŋkwe    | ʧiŋkwe    | ʧiŋkə       | ʃiŋku     |
| '6'   | sei       | sɛi       | sejə        | sɛi       |
| '7'   | sɛtːe     | sɛtːe     | sɛtːə       | sɛtːi     |
| '8'   | ɔtːo      | ɔtːo      | otːə        | ɔtːu      |
| '9'   | nɔve      | nɔve      | nɔvə        | nɔːvi     |
| '10'  | dieʧi     | dieʃi     | ɾieʃə       | dɛːʃi     |